# Żyła nadbloczkowa

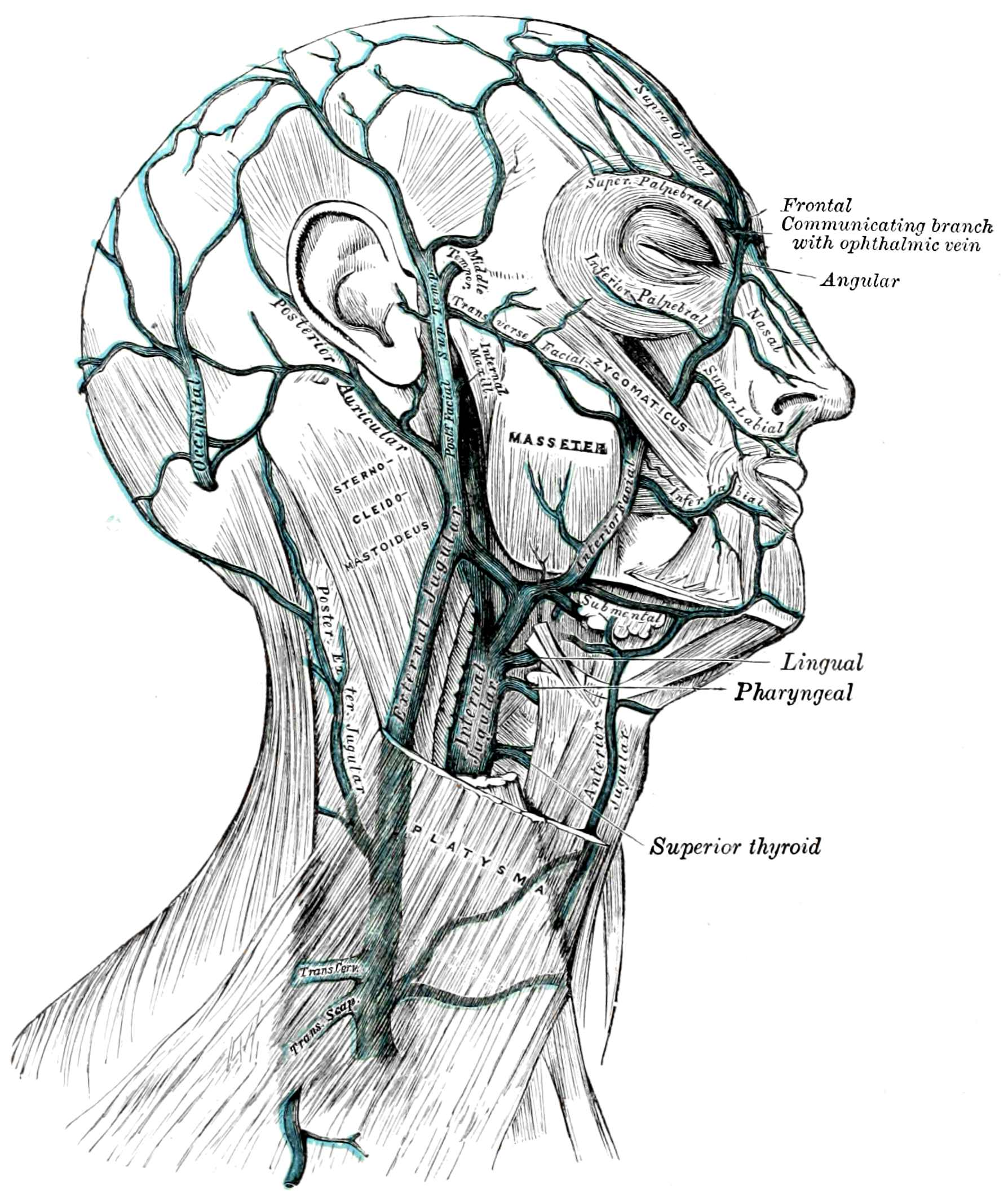
Żyły twarzy i szyi. Żyła nadbloczkowa podpisana Frontal.

Żyła nadbloczkowa (łac. vena supratrochlearis), żyła czołowa (vena frontalis) – w anatomii człowieka żyła głowy. Powstaje w sieci żylnej przedniej części sklepienia czaszki, biegnie w dół w stronę łuku brwiowego i łączy się z żyłą nadoczodołową, wytwarzając żyłę kątową. Może być parzysta lub nieparzysta, w tym drugim przypadku zwykle wpada do lewej żyły kątowej.